# Troubadour (Künstler)

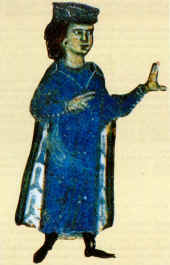
Wilhelm IX. von Aquitanien – Darstellung aus Bibliothèque Nationale, MS cod. fr. 12473, 13. Jahrhundert

Als Troubadour (französische Wortform) oder Trobador (ursprüngliche okzitanische Wortform)  bezeichnet man einen Dichter, Komponisten und Sänger höfischer mittelalterlicher Lieder, insbesondere der in okzitanischer Sprache verfassten Trobadordichtung im südlichen Frankreich. Die Zeit der Trobadore, als deren frühester Vertreter Wilhelm IX. von Aquitanien gilt, ist vor allem das 12. und 13. Jahrhundert. Als letzter Trobador wird oft Raimon de Cornet bezeichnet. Weibliche Trobadors heißen Trobairitz. Die Dichter im Nordosten Frankreichs, die sich des Altfranzösischen bedienten, und die anglonormannischen Dichter in England nennt man Trouvères.

## Wortgeschichte

### Etymologie
Okzitanisch trobador (Obliquus) mit der Nebenform trobaire (Nominativ) und der weiblichen Form trobairitz ist abgeleitet von dem Stammwort trob-, wie in der Verbform trobar. Letzteres bedeutet „finden, erfinden, ein Lied schaffen, komponieren“ und entspricht der vom Inventio-Begriff der antiken Rhetorik geprägten Auffassung, dass der dichterische (rednerische, musikalische) Schaffensprozess in erster Linie ein zweckgerichtetes ‚Finden‘ geeigneter Ausdrucksmittel und Themen als ‚Orte‘ (loci, topoi) in den Werken der Vorgänger bzw. in der diese Werke memorierenden Erinnerung ist. 
Die Herkunft des Wortes trobar ist nicht sicher geklärt. In der Romanistik wird seit Gaston Paris (1909) meist ein quellenmäßig nicht belegtes, aber phonetisch-lautgesetzlich aus trobar und aus altfranzösisch trouver erschlossenes lateinisches Wort *tropare angenommen, das zunächst in musikalischer Fachsprache ‚komponieren, einen musikalischen Tropus komponieren‘ bedeutet habe und seine Bedeutung dann sukzessive zu ‚dichten‘ und schließlich allgemein ‚finden‘ erweitert habe. Ob contropare (‚vergleichen‘) bzw. contropatio (‚Vergleich‘), das von Leo Spitzer (1940) aus vereinzelten Quellenbelegen des 6. Jahrhunderts beigebracht wurde, diese These stützen kann, ist fraglich. Doch wird das Gallo-Römische *TROPĀTOR als mögliche Quelle des Okzitanischen Trobaire und Altfranzösischen trovere > F trouvère und *TROPATŌRE des Okzitanischen trobador und Altfranzösischen troveor, troveeur betrachtet.
Seltener vertreten wird die auf Friedrich Diez (1861) zurückgehende und später von Hugo Schuchardt weiterentwickelte These, dass lateinisch turbare (aufwühlen) eine phonetisch unregelmäßige, eventuell durch erschlossenes trublare (aufstöbern) beeinflusste Entwicklung zu galloromanisch *TROPĀRE > O trobar / F trouver (> Italienisch trovare) in der Bedeutung von 'finden' genommen habe und so auch in einer engeren Bedeutung für das musikalisch-poetische (Er-)Finden ('inventio') in Gebrauch kommen konnte.
Von arabistischer Seite, so zuerst von Julián Ribera (1928), wurde speziell für diese engere poetisch-musikalische Bedeutung Einfluss aus arabisch ṭaraba (طرب, singen, durch Gesang unterhalten) vorgeschlagen, was in jüngerer Zeit auch wieder von María Rosa Menocal (1982/83) engagiert vertreten wurde, in der Romanistik aber nur zögerlich Beachtung gefunden hat und im Übrigen die Entstehung der allgemeinen Wortbedeutung 'finden' auch noch nicht erklären könnte.
Es wird von den einzigen alten Texten, über die die wir hierzu verfügen, deutlich gezeigt, dass das altfranzösische Wort trover viel früher urkundlich erwähnt wird als das okzitanische Wort trobar. Trover ist tatsächlich schon in der Vie de saint Légér (10. Jahrhundert) zu finden. Es bedeutet eigentlich „entdecken, begegnen“. Es wird nochmal im 11. Jahrhundert mit einem näheren Sinn im Alexiuslied erwähnt. Erst im 12. Jahrhundert bedeutet es, bei Wace, „etwas mit Versen komponieren“.

### Trobador, Troubadour, Trouvère
In der Romanistik unterscheidet man gemäß den ursprünglichen altokzitanischen und altfranzösischen Bezeichnungen:
1. Trobadors, d. h. Dichter von Trobadordichtung speziell in der altokzitanischen Literatursprache Südfrankreichs, in der auch galicische, katalanische, gaskognische und italienische Dichter Lieder verfassten.
2. Trouvères, d. h. Dichter in der altfranzösischen Literatursprache Nordfrankreichs, die bzw. deren anglonormannische Variante nach der Eroberung Englands durch die Normannen zeitweise auch die Literatursprache der englischen Oberschicht und ihrer Dichter war.

Das altfranzösische Wort trouvère kam mit dem Ausgang des Mittelalters außer Gebrauch und wurde im Französischen seit dem 16. Jahrhundert durch die Lehnbildung troubadour ersetzt, die dann okzitanische und nordfranzösische Vertreter gleichermaßen bezeichnen konnte und seit dem 18. Jahrhundert mit dieser erweiterten Bedeutung auch ins Deutsche übernommen wurde.
Mit dem Entstehen einer wissenschaftlichen Romanistik wurde die fachsprachliche Bedeutung des Wortes troubadour / trobador wieder auf die okzitanischen Vertreter der Trobadordichtung eingegrenzt, wobei sich speziell in der deutschsprachigen Romanistik seit einigen Jahrzehnten auch wieder die Rückkehr zu der ursprünglichen okzitanischen Wortform „Trobador“ statt „Troubadour“ durchgesetzt hat, während in Frankreich, in den Niederlanden und in der englischsprachigen Literatur die nordfranzösische Schreibweise „troubadour“ weiter vorherrscht.
Die deutschen Minnesänger werden normalerweise nicht als „Troubadoure“ bezeichnet, sofern nicht kolloquial ganz allgemein mittelalterliche Liederdichter ohne besondere Rücksicht auf ihre Sprache gemeint sind.
In übertragener und dann meist ironisch gefärbter Bedeutung wird „Troubadour“ manchmal auch für moderne Chansonniers oder Schlagersänger gebraucht.

## Bekannte Troubadors und Trobairitz
Die folgende Auswahl gibt eine Übersicht bedeutender Troubadors und Trobairitz in ungefährer Chronologie.
- Wilhelm IX. Herzog von Aquitanien (* 1071; † 1126 oder 1127) – „erster Trobador“
- Jaufré Rudel (* vor 1113; † um 1170)
- Marcabru (* vor 1127; † 1148)
- Cercamon (* vor 1135; † nach 1146)
- Rigaut de Berbezilh (aktiv um 1150)
- Peire d'Alvernha (aktiv um 1170)
- Bernart Marti (aktiv um 1170)
- Alfons II. von Aragon (* 1157; † 1196)
- Berenguer de Palou (aktiv 12. Jahrhundert)
- Giraut de Bornelh (aktiv 1162–1199)
- Bernart de Ventadorn (* 1130–1140; † 1190–1200)
- Folquet de Marselha (* ca. 1150; † 1231)
- Raimbaut d’Aurenga (1147–1173)
- Blondel de Nesle (* um 1155; † um 1210)
- Azalaïs de Porcairagues (aktiv 2. Hälfte des 12. Jahrhunderts)
- Beatriz de Dia (aktiv 2. Hälfte 12. Jahrhundert)
- Guillem de Berguedan oder de Berguedà (aktiv um 1180)
- Peire Vidal (aktiv 2. Hälfte 12. Jahrhundert)
- Gavaudan (aktiv Ende 12. Jahrhundert)
- Raimbaut de Vaqueiras († nach 1202)
- Gaucelm Faidit (* vor 1185; † nach 1202)
- Arnaut Daniel (* um 1150; † um 1200 oder 1210)
- Bertran de Born (* vor 1140; † ~1215)
- Castelloza (frühes 13. Jh.)
- Peire Cardenal (aktiv 13. Jahrhundert)
- Aimeric de Péguilhan (* um 1170; † um 1230)
- Peire de Corbian (aktiv 13. Jahrhundert)
- Bertran d'Alamanon (aktiv um 1250)
- Guillem de Montanhagol (aktiv um 1250)
- Cerverí de Girona (aktiv 2. Hälfte 13. Jahrhundert)
- Jacques Bretel (aktiv um 1286)
- Guiraut Riquier (aktiv 2. Hälfte 13. Jahrhundert)
- Jehannot de Lescurel († 1304), auch: Jehan de Lescurel
- Joan Blanc (aktiv um 1360)
- Bernat de Palaol  (aktiv letztes Viertel 14. Jahrhundert)